# Planchonella keyensis
Planchonella keyensis är en tvåhjärtbladig växtart som beskrevs av Herman Johannes Lam. Planchonella keyensis ingår i släktet Planchonella och familjen Sapotaceae. Inga underarter finns listade i Catalogue of Life.